# Un fantafilm - Devi crescere, Timmy Turner!
Un fantafilm - Devi crescere, Timmy Turner! (A Fairly Odd Movie: Grow Up, Timmy Turner!) è un film TV in tecnica mista (live action e computer grafica) basato sulla serie animata Due fantagenitori.
Il film è stato trasmesso per la prima volta negli Stati Uniti su Nickelodeon il 9 luglio 2011. In Italia è stato trasmesso il 17 marzo 2012 su Nickelodeon. In seguito è stato replicato su Rai Gulp il 7 ottobre 2012 e su Super!.
Il film vede Drake Bell nei panni di un ventitreenne Timmy Turner e Daniella Monet (inizialmente si era pensato a Jennette McCurdy) in quelli di Tootie.

## Trama
Timmy ha ormai 23 anni ma è ancora in quinta elementare con il suo insegnante Crocker, ancora ossessionato dalle fate. Nonostante sia cresciuto, Timmy trova una scappatoia nel regolamento “Da Rules”: se continua a comportarsi come un ragazzino avrà ancora la possibilità di tenere le sue fate. Un giorno torna a Dimmsdale Tootie, che sin da bambina era innamorata di Timmy, completamente trasformata e ora diventata bellissima. Timmy s'innamora di lei e questo è un segno che indica che sta crescendo e sta diventando un adulto, il che significa che è a rischio di perdere i suoi fantagenitori. 
Nel frattempo, un terribile, tirannico e infido magnate del commercio petrolifero di nome Hugh J. Magnate Jr. arriva a Dimmsdale e tenta di distruggere l'albero dogwood presso il Parco Comunale al fine di accedere all'approvvigionamento di petrolio sotto terra. Timmy desidera segretamente che il bulldozer di Magnate si rompa e che le motoseghe diventino palloncini per far cessare le operazioni, causando il fallimento dei piani del magnate, il quale viene pubblicamente umiliato quando Timmy desidera che i suoi pantaloni vengano mangiati da una capra. Crocker contatta Magnate, incontrandosi con lui quella notte in un ristorante cinese. Quando l'insegnante spiega all’uomo che le fate sono la causa dei suoi piani falliti, i due escogitano un piano per catturare Cosmo e Wanda e Tootie.
La ragazza intanto incontra Timmy e lei prova subito piacere nella compagnia del neo-ventitreenne. Le fate tentano di arrestare il rapporto perché altrimenti dovrebbero lasciare il loro protetto e Timmy inizialmente è d'accordo con loro, ma alla fine lui preferisce stare con Tootie. Tuttavia, quando poi si rende conto di non sentirsi ancora pronto a perdere le sue fate, Timmy evita baci da Tootie, ma non è in grado di spiegare perché non può rivelare il suo segreto. La ragazza allora si arrabbia e gli dice di crescere prima che sia troppo tardi: mentre si incammina per la strada, tuttavia, le guardie del corpo di Magnate la rapiscono e la portano nel suo covo segreto all'interno del quartier generale dell'azienda. Nel frattempo Crocker riesce a catturare i fantagenitori.
Con l'aiuto di Crocker, Magnate ottiene un telecomando che permette alle fate di esaudire i suoi desideri: questi desidera così una vasca di palline con un pozzo senza fondo. Per provare che il pozzo sia davvero senza fondo, Crocker butta nel pozzo una delle guardie di Magnate, ma quest'ultimo tradisce il signor Crocker e butta anche lui nel pozzo. Tootie è nel frattempo tenuta in una gabbia e riesce a fuggire da essa, ma finisce appesa sopra il pozzo senza fondo. Le fate, intrappolate all'interno della loro gabbia, diventano progressivamente più stanche perché Magnate drena la loro magia. Dopo aver appreso la notizia della scomparsa di Tootie, Timmy, con l'aiuto dei suoi amici AJ e Chester, individua i suoi fantagenitori dentro il quartier generale dell'azienda del ricco uomo d'affari, salva dalla fossa Tootie e infine la bacia, rendendosi conto che questo è l'unico modo per liberare le fate dalla prigione. Cosmo e Wanda scompaiono, e così tutti gli effetti magici causati da Magnate sono invertiti. La coppia poi lascia il quartier generale e Magnate rimane folgorato dal telecomando. Più tardi, un titolo di giornale mostra che Magnate è stato ricoverato in un ospedale psichiatrico. Per ricompensare Timmy per il suo coraggio e per aver salvato Tootie, Jorgen gli stabilisce una scappatoia restituendogli i suoi fantagenitori a condizione che esprima desideri solo per scopi altruistici. Per realizzare ciò, Timmy e Tootie viaggiano utilizzando la magia delle fate per aiutare gli altri in tutto il mondo. 
Il film si conclude con AJ e Chester che, grazie a Timmy, riescono a fidanzarsi. Il tutto mentre i genitori di Timmy prendono il sole e vicino a loro cade Crocker, in quanto il pozzo non esiste più.

## Distribuzione
La lista delle date di rilascio del film in tutto il mondo.
- 9 luglio 2011 negli Stati Uniti d'America
- 26 luglio 2011 in Francia
- 7 agosto 2011 in Argentina
- 18 agosto 2011 nel Regno Unito
- 23 agosto 2011 in Cina
- 4 settembre 2011 in Svezia
- 28 settembre 2011 in Egitto
- 7 ottobre 2011 nei Paesi Bassi
- 19 ottobre 2011 in India
- 6 novembre 2011 in Grecia
- 22 novembre 2011 in Irlanda
- 5 dicembre 2011 in Belgio
- 24 dicembre 2011 in Danimarca
- 6 gennaio 2012 in Australia
- 27 gennaio 2012 in Russia
- 4 febbraio 2012 in Turchia
- 25 febbraio 2012 in Giappone
- 4 marzo 2012 negli Emirati Arabi Uniti
- 17 marzo 2012 in Italia
- 1º aprile 2012 in Germania
- 20 aprile 2012 in Finlandia
- 1º maggio 2012 nelle Barbados
- 25 maggio 2012 in Romania
- 2 giugno 2012 in Norvegia
- 24 giugno 2012 in Taiwan
- 12 luglio 2012 in Islanda
- 26 luglio 2012 nella Slovenia
- 15 agosto 2012 in Messico

## Sequel
È uscito un sequel, Un Fanta Natale (A Fairly Odd Christmas) trasmesso da Nickelodeon il 29 novembre 2012.